# Clarabella
Clarabella (Clarabelle Cow) è un personaggio immaginario dei cartoni animati e dei fumetti Disney. Ha esordito nei fumetti nella striscia pubblicata sui quotidiani americani il 2 aprile 1930 all'interno della storia Topolino nella valle infernale disegnata da Floyd Gottfredson. Il personaggio è apparso come protagonista o comprimario in migliaia di storie a fumetti realizzate in vari paesi del mondo.

## Concezione e sviluppo
Come molti altri personaggi Disney del periodo, anche questo iniziò come comprimario privo di nome. Delle mucche con le sembianze di Clarabella apparvero in numerosi cortometraggi, già da Alice on the Farm del 1926, precedente alla creazione di Topolino stesso, nel quale una mucca era necessaria per una gag di Ub Iwerks che vedeva Julius il gatto che cercava di mungerla: sia Clarabella che Orazio vennero utilizzati come normali animali da fattoria o come esseri antropomorfi a seconda delle esigenze di trama, anche nel primo biennio di cortometraggi di Topolino: già nel primo corto di questi, L'aereo impazzito del 1928, compare una di queste mucche non antropomorfe, per l'occasione chiamata Caroline; mucche poco caratterizzate, ma che avevano già capacità antropomorfe come quella di stare su due zampe o applaudire, compaiono in corti come Steamboat Willie, The Karnival Kid (in cui sfoggia per la prima volta un cappellino con fiore come quello di Minni), Il treno di Topolino, Le follie di Topolino; in L'aratro di Topolino è la mucca di Minni, ma è solo in Topolino ballerino del 1930 che il personaggio acquisisce definitivamente la sua identità: distinta da altre mucche che continuano a comparire tra gli amici di Topolino e Minni, vestita ora con una gonna, fa coppia per la prima volta con Orazio Cavezza, e viene rivelato che si chiama Clarabelle Cow. Da allora in poi comparirà in molti altri cortometraggi, formando un quartetto con il fidanzato e gli amici Topolino e Minni in cartoni come Topolino impresario di radiofonia o Topolino salta il pranzo (1931), ricevendo l'ultimo ruolo da protagonista in Topolino in vacanza (1934), in seguito al quale, come Orazio, perde rapidamente popolarità rispetto a Paperino, Pluto e Pippo (che svolge persino il ruolo del suo interesse amoroso spodestando Orazio, nel corto del 1935 Fanfara o nel moderno Topolino, Paperino, Pippo: I tre moschettieri del 2004); dopo l'ultima apparizione come violinista in L'ora della sinfonia del 1942, non si rivedrà fino al Canto di Natale di Topolino del 1983, poi in un cameo in Chi ha incastrato Roger Rabbit nel 1988 e ne Il principe e il povero del 1990. Compare nella serie Mickey Mouse Works e in House of Mouse, in cui sembra nutrire dei sentimenti per Pippo. Oltre alla già citata apparizione nel film Topolino, Paperino, Pippo: I tre moschettieri, fa un cameo in Kingdom Hearts II nel mondo del Fiume Senza tempo come uno dei suoi abitanti, ma probabilmente successivamente vive nel Castello Disney che viene costruito lì più tardi. Clarabella ha anche un giovane cugino, Cosimo (Bertie in originale) e una nipote, Itsy-Betsy, apparsi in diversi numeri dell'albo Walt Disney's Comics and Stories, mentre su Topolino (libretto) recentemente è comparsa l'eccentrica zia Nena.

## Storia editoriale
La prima apparizione del personaggio fu sulla striscia del 1º aprile 1930, nella storia Topolino nella valle infernale, che anticipa di qualche mese l'apparizione del personaggio in veste definitiva nell'animazione, in Topolino ballerino. Come nei cartoni animati, anche nei fumetti di questi primi anni è un personaggio di primo piano, e aiuta Topolino e Minni in diverse imprese già da Topolino e gli zingari (1931), dove si compone lo storico quartetto di amici presente anche nell'animazione; pettegola e sciocca, ma anche orgogliosa e passionale, la sua relazione con Orazio Cavezza si ufficializza con la proposta di matrimonio ricevuta da questi in Topolino e la pensione di Clarabella (1931-1932), anche se le nozze non avverranno mai; con il tempo inizia a comparire sempre meno, soprattutto dal momento in cui le avventure di Topolino si fanno più complesse e ambientate in luoghi distanti dalla "Hometown" Topolinia; dopo la storia Topolino sosia di Re Sorcio (1937), inoltre, non compare più come fidanzata di Orazio. Clarabella è la migliore amica di Minni. Successivamente entra nel cast fisso delle storie pubblicate sui comic book negli anni cinquanta, sessanta e settanta insieme a Orazio Cavezza, Clara Cluck, Pippo, Minni e Topolino. Per un breve periodo durante i tardi anni sessanta, Clarabella inizia ad uscire con Pippo, e afferma più volte di essere innamorata di Super Pippo, come in Pippo e i ladroni di Zanzipar (1965), ma alla fine a Pippo venne affiancata Gloria e Clarabella ritorna a essere la fidanzata di Orazio. Dagli anni ottanta in poi il personaggio compare molto raramente negli Stati Uniti mentre in Europa e specialmente in Italia, viene ripreso già con la fortunata serie italo-francese de Gli anni muggenti di Clarabella, inaugurata nel 1988, ambientata negli anni trenta e ideata da Philippe Gasc, con protagonista una Clarabella particolarmente astuta nel ruolo di sagace giornalista contro la malavita guidata dal boss Jim Cocorina.
Va ricordato che in più di una storia Clarabella si è brevemente infatuata di criminali o truffatori: di Pietro Gambadilegno nella già citata Pippo e i ladroni di Zanzipar e in Topolino e la barriera invisibile (1940), ma già nel 1935 in Topolino e il tesoro di Clarabella del perfido usuraio Eli Squick, con sommo dispiacere di Orazio.

## Filmografia parziale
Clarabella è apparsa nei seguenti film:
- L'aereo impazzito (Plane Crazy) (1928)
- L'aratro di Topolino (The Plow Boy) (1929)
- Topolino ballerino (The Shindig) (1930)
- Fuga di Topolino (The Chain Gang) (1930)
- Topolino e i pellerossi (Pioneer Days) (1930)
- La brigata del fuoco (Mickey's Fire Brigade) (1935)
- La festa di compleanno di Topolino (1942)
- L'ora della sinfonia (1942)
- Canto di Natale di Topolino (1983)
- Chi ha incastrato Roger Rabbit (1988)
- Il principe e il povero (The Prince and the Pauper) (1990)
- Topolino, Paperino, Pippo: I tre moschettieri (Mickey, Donald, Goofy: The Three Musketeers) (2004)

## Nelle altre lingue
- Bulgaro - Кларабел
- Ceco - Klarabella
- Croato - Klarabela
- Danese - Nora Malkeko
- Finlandese - Heluna
- Francese - Clarabelle
- Giapponese - クララベル
- Greco - Κλάραμπελ
- Indonesiano - Klarabela
- Inglese - Clarabelle Cow
- Islandese - Klara Bella
- Italiano - Clarabella
- Norvegese - Klara Ku
- Olandese - Clarabella Koe
- Polacco - Klarabella
- Portoghese - Clarabela
- Sloveno - Belka
- Spagnolo - Clarabella
- Svedese - Klarabella Ko
- Tedesco - Klarabella Kuh